# MV Westpac Express (HSV-4676)

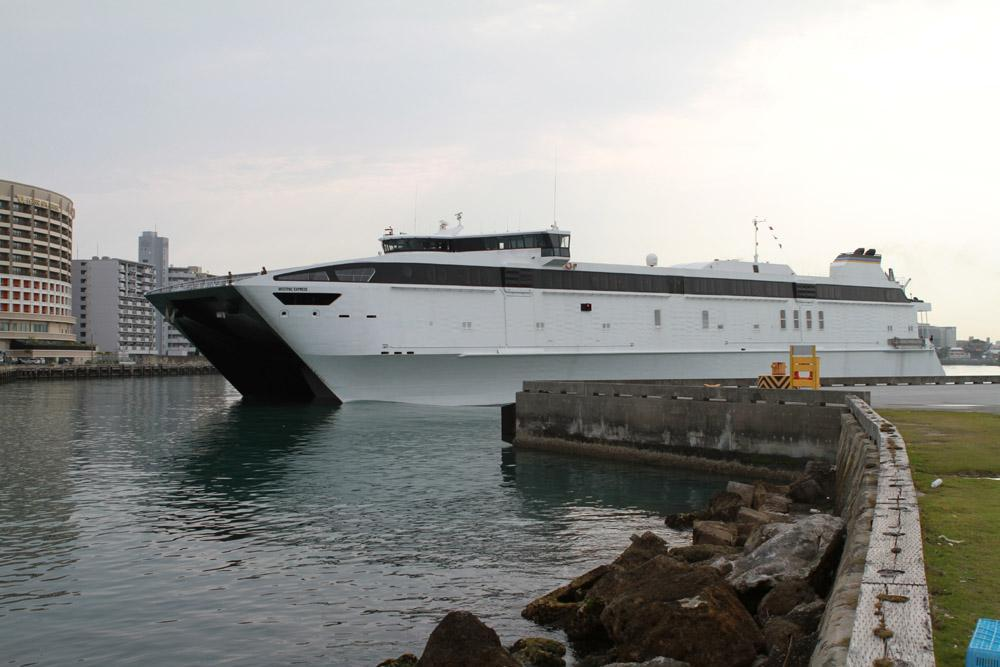
Westpac Express dans le port militaire de Naha, Japon

Le MV Westpac Express (HSV-4676) est un catamaran militaire à grande vitesse construit en 2001 par Austal Ltd de Henderson, en Australie-Occidentale. 

## Carrière
Affrété pour le Corps des Marines des États-Unis par le commandement du transport maritime militaire (MSC), le navire a fourni un appui logistique à l'exercice Cobra Gold 2002. Cobra Gold 2002 est le 21e exercice du U.S. Pacific Command, menée en Thaïlande, démontrant la capacité des forces américaines de se déployer rapidement et de mener des opérations combinées ou conjointes avec les Forces armées de Thaïlande et de Singapour. La compagnie Austal Hull 130 Chartering, LLC de Mobile en Alabama a reçu une somme forfaitaire de 13 395 944 $ pour un contrat d'affrétement à compter de février 2007, avec quatre options d'un an supplémentaire pour septembre 2011.
En mars 2011, le Westpac Express a été déployé dans le cadre de la réponse américaine d'aide au Japon, après le séisme et le tsunami. 

## Évolution
Sur une conception basée sur le Westpac Express, Austal USA a remporté un appel d'offres pour un programme de navires à grande vitesse mixtes en novembre 2008, et va construire un navire avec une option pour neuf autres. Le nouveau navire sera plus rapide, sa vitesse opérationnelle devant être entre 35 et 45 nœuds ; jusqu'à dix navires  de cette classe seront éventuellement utilisés par la marine des États-Unis, le United States Marine Corps et la United States Coast Guard.

## Caractéristiques
- Nom : MV Westpac Express (HSV-4676)
- Propriétaire : Hull Austal 130 Shipping, LLC, de Mobile, en Alabama
- Opérateur : Corps des Marines des États-Unis
- Constructeur: Austal Ltd de Henderson, Australie
- Terminé: 2001
- Classe et type : catamaran roll-on/roll-off
- Tonnage: 2 111 tonnes (lège)
- Longueur: 100,16 mètres
- Largeur:  26,51 mètres
- Puissance installée : quatre moteurs diesel Caterpillar 3618 produisant 7 200 kW à 1 050 tr/min
- Propulsion : propulsion par jet d'eau
- Vitesse : 20 nœuds en économique (37 km/h), 33 nœuds maximale (61 km/h)
- Rayon d'action :
  - 2 296 km en charge, à 33 nœuds
  - 4 041 km en charge, à 20 nœuds
  - 5 407 km sur ballast, à 20 nœuds
- Capacité
  - transport de troupes : 970 soldats
  - charge : 1 904 m2 de garage, accueillant 153 HUMMWV, ou bien 12 AAVP plus 20 Mowag Piranha
- Équipage : 11 militaires,  13 civils

Les opérations de chargement et de déchargement s'effectuent dos au quai, grâce au déploiement d'une rampe arrière. WestPac Express est le seul HSV muni d'une rampe axiale à la poupe, qui lui assure une plus grande capacité de chargement et le déchargement.

## Sources
- (en) Cet article est partiellement ou en totalité issu de l’article de Wikipédia en anglais intitulé « MV Westpac Express (HSV-4676) » (voir la liste des auteurs).